# Biserica San Giovanni Crisostomo din Veneția
Biserica San Giovanni Crisostomo (în venetă San Giovanni Grisostomo) este o biserică din Veneția.